# George Pataki
George Elmer Pataki (Peekskill, 24 giugno 1945) è un politico statunitense, governatore dello Stato di New York dal 1995 al 2006 ed in precedenza senatore statale dal 1993 al 1994. Inoltre, Pataki è stato membro dell'Assemblea dello Stato di New York dal 1985 al 1992 e ancor prima ha servito come sindaco di Peekskill dal 1981 al 1984. Pataki è membro del Partito Repubblicano.

## Biografia
Il ramo paterno della sua famiglia era di origine ungherese (suo nonno era un immigrato proveniente da Mátészalka), mentre quello materno aveva ascendenze italiane ed irlandesi, tant'è che il nonno materno, Matteo Laganà, era nato in Calabria nel 1889 (sposatosi con Agnes Lynch).
Figlio di un fattorino, Pataki vinse una borsa di studio ed entrò all'Università Yale nel 1964 per poi laurearsi nel 1967; già all'interno dell'ateneo si era distinto politicamente, essendo diventato il portavoce del movimento studentesco conservatore. Nel 1970 si specializzò in giurisprudenza alla Columbia University e l'anno seguente ottenne un master.
Membro del Partito Repubblicano, cominciò la sua carriera politica nel novembre del 1981 venendo eletto sindaco del suo paese natio, Peekskill, con il 70% dei voti. Ricevette dai suoi concittadini un secondo mandato nel 1984, stavolta con il 74% delle preferenze, ma si dimise spontaneamente poco dopo.
Nel novembre del 1984 si candidò infatti all'assemblea statale di New York, venendo eletto con il 53% dei suffragi. Confermò il suo seggio anche nel 1986 (63%), nel 1988 (74%) e nel 1990 (90%, ma in questa occasione i democratici non presentarono nessun candidato).
Nel 1992 avanzò la sua candidatura per il Senato di New York: vinte le primarie repubblicane con il 52% dei voti, Pataki riuscì ad imporsi nelle consultazioni vere e proprie con un buon margine. A quel punto si sentì abbastanza forte per presentare la sua candidatura a governatore dello Stato, e fece partire immediatamente la campagna elettorale.
Sostenuto nelle primarie dal senatore Al D'Amato, Pataki riuscì ad imporsi anche nella tornata con il governatore uscente, Mario Cuomo, che sembrava popolarissimo ed imbattibile. Era dai tempi di Franklin Delano Roosevelt (1929-1933) che il governatore dello Stato di New York non era nato a New York.
Nonostante l'opposizione di Cuomo, che negli anni passati aveva imposto il suo veto, Pataki reintrodusse nello Stato di New York la pena di morte: a suo dire, la scelta era condivisa dalla maggior parte dei cittadini. Inizialmente la Corte d'Appello dello Stato giudicò parzialmente incostituzionale il modo con cui la legge era stata scritta (caso People v. LaValle) e fu necessaria una sua riscrittura. In ogni caso, durante il governo di Pataki nessuna persona venne condannata a morte.
Essendo un ex avvocato specializzato in diritto tributario, Pataki si occupò molto dei temi inerenti alla tassazione: durante il suo governo, ci furono numerosi tagli alle imposte e le spese statali furono fortemente contenute. Al tempo stesso avviò un forte processo di privatizzazione delle imprese.
Nel 1998 Pataki ottenne il suo secondo mandato con relativa facilità: si parlò di lui prima come possibile candidato alle primarie presidenziali del Partito Repubblicano e poi come papabile vice di George W. Bush, che alla fine invece optò per Dick Cheney. All'indomani dell'11 settembre 2001, Pataki concordò con Rudy Giuliani di utilizzare dieci miliardi di dollari per costruire un museo in memoria delle vittime, ma ancora nel settembre del 2006 il progetto non era partito.
Nel 2002 Pataki ottenne il suo terzo mandato da governatore di New York, battendo il candidato dei democratici Andrew Cuomo (figlio di Mario) anche grazie all'appoggio che gli venne concesso dall'Indipendence Party. Il 31 dicembre del 2006 fu l'ultimo giorno da governatore per Pataki, che annunciò di non essere interessato ad entrare nel gabinetto Bush né di voler concorrere alle primarie presidenziali repubblicane del 2008.
Nel settembre del 2007 George W. Bush ha nominato Pataki delegato statunitense alle Nazioni Unite; tale decisione fu approvata a larga maggioranza dal Senato nazionale.
Il 28 maggio 2015 annuncia la sua candidatura alle primarie repubblicane per Presidenziali 2016. I sondaggi lo danno allo 0,1% (un sondaggio tuttavia lo da tra i primi nello stato di New York, con l'11%) tra gli ultimi. Il 17 dicembre sospende la sua campagna negli Stati di Alabama, Arkansas, Florida, Idaho, Ohio, Oklahoma, Texas, Utah, e Virginia. Il 29 dicembre dello stesso anno decide definitivamente di sospendere la sua campagna elettorale. È il quinto dopo Lindsey Graham, Bobby Jindal, Scott Walker e Rick Perry ad abbandonare la corsa repubblicana senza indicare un nome da sostenere.

Il 26 gennaio 2016 decide di appoggiare il senatore di origini cubane Marco Rubio, conservatore dei Tea Party ma di posizioni più moderate agli estremisti di Donald Trump e Ted Cruz e terzo nei sondaggi nazionali dietro proprio Trump e Cruz visto le crescenti difficoltà del candidato moderato dell'establisment, favorito da tutti alla vigilia per la nomination, Jeb Bush. È il terzo ex candidato, dopo Lindsey Graham (Bush) e Rick Perry (Cruz) ad appoggiare direttamente un nominato prima del voto in Iowa ed il primo a sostenere Rubio.
Successivamente al ritiro di Rubio ha deciso di sostenere il governatore moderaro dell'Ohio John Kasich a pochi giorni dalle primarie proprio nel suo Stato di New York. La decisione di appoggiare Kasich (vincitore solo nel suo Ohio) è dovuto ad affinità ideologiche e programmatiche in quanto si tratta di un moderato puro mentre l'establishment repubblicano guidato dall'ex candidato 2012 Mitt Romney aveva deciso di appoggiare in massa il senatore ultraconservatore della destra evangelica Tea Party, Ted Cruz, secondo nei sondaggi e numero di delegati e Stati vinti alle primarie. Questa decisione nasce dalla convinzione di non battere sul terreno delle primarie il miliardario radicale Donald Trump dopo la disfatta dei candidati moderati Bush e Rubio, per appoggiare l'unico in grado, non di vincere la nomination (Cruz è un estremista radicale inviso più di Trump dall'apparato), ma impedire al tycoon di raggiungere la maggioranza dei delegati (1.237) ed arrivare così ad una broken convention dove il nome del candidato Presidente viene demandato ai delegati indipendente dal candidato sostenuto alle primarie e al loro esito. Questo per garantire, secondo gli ex candidati presidenti 2008 e 2012, John McCain e Mitt Romney, un candidato unitario più moderato da contrastare alla possibile candidata Democratica, Hillary Clinton come Romney stesso, lo Speaker della Camera ed ex candidato vicepresidente 2012 Paul Ryan o un candidato indipendente come l'ex Sindaco di NY, Michael Bloomberg. La scelta di Pataki è stata duramente criticata dell'establishment e dai moderati, come gli ex candidati moderati 2016 Lindsey Graham e Jeb Bush sostenitori invece di Cruz, perché nonostante l'affinità politica totale a Kasich (considerato il candidato migliore per apparato e moderati dei rimasti in corsa e il cui nome è girato anche per una investitura tramite Convention aperta) non aveva alcuna possibilità di vincere le primarie e avrebbe dilazionato i voti dei moderati da far convergere su Cruz come unico oppositore di Trump considerato quindi un regalo al newyorkese.
Pataki è il secondo a fare un ri-endorsement, dopo Lindsey Graham (Cruz) e primo dopo le primarie del Wisconsin e la convention chiusa del Colorado .È il dodicesimo in assoluto a fare un endorsement dopo Lindsey Graham (Bush), Rick Perry (Cruz), George Pataki (Rubio), Bobby Jindal (Rubio), Rick Santorum (Rubio), Chris Christie (Trump), Carly Fiorina (Cruz), Ben Carson (Trump), Lindsey Graham (ri-endorsement per Cruz) Jeb Bush (Cruz), ottavo dopo Santorum (Iowa), Christie (Nevada), Fiorina (Michigan-Mississippi-Hawaii-Idaho), Carson (Guam-Washington DC-Wyoming), Graham (Florida-Illinois-Missouri-Carolina del Nord-Ohio-Isole Marianne) e Bush (Arizona e Utah) a farlo dopo un voto elettorale. È il primo in assoluto a sostenere Kasich da ex candidato repubblicano 2016 (passando da Rubio). Secondo un sondaggio il suo sostegno nello suo Stato di New York avrebbe garantito a Kasich il secondo posto scavalcando Cruz nella classifica dominata da Trump.